# Ісраель Орі
Ісраель Орі (вірм. Իսրայել Օրի; 1658, Сісіан — 1711, Астрахань) — один з видатних діячів вірменського визвольного руху.

## Молоді роки
Орі народився у 1659 році у селі Сісіан області Сюнік історичної Вірменії, був сином вірменського меліка Ісраела, став членом делегації з семи осіб, відправленої католикосом Акопом IV у пошуках закордонної допомоги для звільнення вірмен з-під іноземного гніту. Делегація за підтримки грузинського царя Георгія XI у 1678 році прибула до Константинополя. Після смерті католикоса план пошуку закордонної допомоги відкинули, але Орі вирішив виконати місію самостійно, і відвідав Венецію, Париж і Відень. Він вступив до армії Людовика XIV і увійшов у контакт з вищими політичними колами Франції, постійно порушуючи питання про звільнення вірмен, але зустрів холодну байдужість.

## Життя в Німеччині
У 1695 році Орі оселився у Дюссельдорфі, де встановив контакт з пфальцьким курфюрстом Йоганном Вільгельмом. Сподіваючись, що вірменське питання може стати предметом розгляду у вищих політичних колах Європи, курфюрст надав Орі рекомендаційні листи до імператора Австрії та правителя Тоскани, однак через те, що Орі не міг довести, що його заяви дійсно висловлюють думку більшості вірмен, їх не взяли до уваги. За порадою Йоганна Вільгельма Орі вирушив до Вірменії, щоб отримати документи, які могли б прийняти до розгляду в Європі. У 1699 році Орі разом з меліком Сафразом зібрав в Ангехакоті на таємну зустріч одинадцятьох сюнікських меліків, на якій прийняли офіційне рішення звернутися за військовою допомогою до європейських держав. У 1700 році Орі зустрівся з імператором Леопольдом I, який сказав йому, що для успіху такого плану ключову роль відіграє підтримка Росії. Не добившись результатів у Німеччині та Австрії, у 1701 році Орі вирушив до Москви.

## План за участю Росії
Ісраель Орі став першим, хто вирішив для звільнення Вірменії орієнтуватися на Росію. У Москві Орі зустрівся з Петром I і передав йому лист сюнікських меліків, в якому було сказано: «Не маємо іншої надії, тільки в Бозі монарха небесного, вашої величності на землі государя». Петро пообіцяв надати вірменам допомогу після закінчення війни зі Швецією. Завдяки широкій ерудиції та своєму інтелекту, Орі привернув до себе симпатії царського двору. Не випадково в документі, написаному значно пізніше за дорученням князя Г. Потьомкіна, він характеризувався як чоловік відмінного розуму й обдарувань. У 1704 році Орі зустрівся з папою Климентом XI, який обіцяв йому підтримку.
Орі запропонував Росії наступний план: для звільнення Грузії і Вірменії потрібно послати в Закавказзя 25-тисячну російську армію з 15 тисяч козаків і 10 тисяч піхоти. Козаки повинні пройти через Дар'яльську ущелину, а піхота — відплисти через Каспійське море з Астрахані. На місці російські війська повинні будуть отримати підтримку збройних сил грузин і вірмен. Було вирішено, що потрібно послати спеціальну місію до Персії на чолі з Орі, яка б дізналася умонастрої місцевих жителів, зібрала б інформацію про дороги та фортеці і т. ін. Щоб не викликати підозр, Орі мав би говорити, що посланий римським папою до двору Солтан Хусейна, щоб зібрати інформацію про життя християн у Перській імперії.
У 1707 році, після всіх необхідних приготувань, Орі у ранзі полковника російської армії з великим загоном виступив у дорогу. Французькі місіонери у Персії спробували запобігти прибуттю Орі до Ісфахана, доносячи шахові, що Росія хоче утворення незалежної Вірменії, а Орі хоче стати вірменським царем.
Коли Орі прибув до Ширвану, йому довелося чекати кілька днів дозволу увійти у межі країни. У Шамахи він зустрівся з місцевими лідерами грузин і вірмен, підтримавши їх орієнтацію на Росію. У 1709 році він прибув до Ісфахана, де знову вів переговори з політичними лідерами. Повертаючись до Росії з Персії, в 1711 році Орі несподівано помер в Астрахані.